# Juris Alunāns
Juris Alunāns, pravým jménem Gustavs Georgs Frīdrihs Alunāns starým pravopisem Juris Allunan (13. května 1832 – 18. dubna 1864) byl lotyšský filolog, spisovatel, básník, překladatel, jeden z členů hnutí mladolotyšů (Jaunlatvieši) a zakladatel lotyšské jazykovědy. Juris Alunāns hrál důležitou roli ve vývoji lotyšské poezie a literárního jazyka. Byl strýcem lotyšského otce divadla Ādolfa Alunānse.

## Životopis
Narodil se 13. května 1832 jako šesté dítě Andrievse Alunānse a jeho ženy Ede. Od roku 1847 navštěvoval spolu s mladším bratrem Indriķisem okresní školu v Jelgavě. Mezi lety 1848 až 1854 získal klasické vzdělání na Gymanasium illustre v Jelgavě. Již v této době se na škole naučil rusky, německy, řecky, latinsky, francouzsky, litevsky a hebrejsky. Věnoval se lotyšskému jazyku. Během svých školních let již četl díla Homéra, Thúkydida, Platóna, Sofokla a Euripida, psal také básně v řečtině. V této době sepsal většinu básní, které později publikoval.

### Studentské roky
Roku 1855 začal na univerzitě v Tartu studovat medicínu. Kvůli neúspěchu v matematice však nemohl ve studiu pokračovat. V Tartu poté zůstal, aby se mohl lépe připravit na přijímací zkoušky a přednášky, jichž se i nadále účastnil, i přesto, že v té době nebyl řádně do studia zapsán. Až v roce 1856 úspěšně složil požadovanou zkoušku, poté však nastoupil na filologickou fakultu. Zde se setkal s Krišjānisem Valdemārsem. Tito dva muži se velmi rychle spřátelili a rozhodli se společně pořádat lotyšské večery, kde hovořili o lotyšské národní kultuře. Členové skupiny se pravidelně vyjadřovali v novinách Mājas Viesis. Byl jedním z nejaktivnějších přispěvatelů.

### Poslední roky
V roce 1862 se podílel na tvorbě novin Pēterburgas Avīzes, které založil Krišjānis Valdemārs. Byl také jmenován jejich ředitelem, ale kvůli zhoršujícímu se zdraví se této pozice musel později vzdát. Protože „žádné vyšší myšlenky si nelze představit bez jazyka“, měla jeho práce v 60. letech 20. století velký společenský význam, a to zejména v dobách, kdy vyvstávala otázka možného vývoje lotyšského národa.

## Dílo
Byl prvním významným lotyšským filologem a spisovatelem. Vytvořil asi 500 nových slov, z nichž většina se poměrně rychle uchytila a je dodnes užívána. Lotyšské lexikum obohatil přibližně o 600 slov. Jelikož znal několik jazyků a dlouhodobě se zabýval problémy lotyšského jazyka, věděl, jakým způsobem obohacovat lotyšskou slovní zásobu. Obohocoval lotyštinu na základě několika principů: nová slova vytvářel po vzoru jiných jazyků (např. kokvilna (bavlna) z německého slova Baumwolle), přebíral slova mezinárodní (např. ideja (idea), demokrātija (demokracie), měnil významy slov, využíval dialekty i předpony a přípony.